# Нина Кири
Нина Кириџија (Београд, 3. септембар 1992), позната као Нина Кири, је српско-канадска глумица. Најпознатија је по улози слушкиње Алме у првих пет сезона Хулу серије Слушкињина прича (2017–2022).

## Живот и каријера
Рођена је као Нина Кириџија у Београду, Србија у тадашњој Савезној Републици Југославији 1992. године, током југословенских ратова. Њена породица се преселила у Ванкувер, Канада, где је прво почела да наступа у школском позоришту, а затим и професионално у позоришту од 2007. године.
Киријева прва улога на екрану било је кратко појављивање у телевизијском филму Дизни канала из 2011. године Geek Charming. Кири се 2016. удружила са колегиницом српско-канадског порекла Сањом Живковић, која је режирала краткм филму Клео у коме је Кириџија остварила улогу. Кири је имао главне улоге у три хорор филма: Let Her Out (2016), The Haunted House on Kirby Roadу (2016) и The Heretics (2017). Њена изведба у The Heretics донела јој је фестивалску награду за најбољу глумицу на Фестивалу фантастичног филма Buffalo Dreams.
Кири је постала познат 2017. године улогом у телевизијској серији Слушкињина прича  Њен лик Алма, у почетку позната као слушкиња Офроберт, први пут се појавила у уводној епизоди серије и била је део глумачке поставке серије ди четврте сезоне.

## Филмографија

### Филм
- Let Her Out (2016)
- The Haunted House on Kirby Road (2016)
- Super Detention (2016)
- The Heretics (2017)
- Easy Land (2019)
- ’’Love in Harmony Valley’’ (2020)

### Телевизија
- Geek Charming (2011), ТВ филм
- The Secret Circle (2012), 1 епизода
- Ловци на натприродно (2012), episode "We Need to Talk About Kevin"
- Слушкињина прича (2017–2022), 27 епизода

## Награде и номинације
| Година | Награда                                    | Категорија      | Номиновани рад           | Резултат | Реф.  |
| ------ | ------------------------------------------ | --------------- | ------------------------ | -------- | ----- |
| 2017   | Фестивал фантастичног филма Buffalo Dreams | најбоља глумица | Херетици (филм из 2017.) | Освојено | [ 3 ] |